# Marta Fraga
Marta Fraga Pérez (Zaragoza, 4 de febrero de 1985) es una jugadora de tenis profesional española. Ganó en 2003 el French Open con su compatriota Adriana González.
Como profesional, su posición más alta en el ranking de singles es la 270 en el mundo, además su posición más alta en el ranking de dobles, es en la posición 342 del mundo.
Ha ganado 9 títulos en individuales de la Federación Internacional de Tenis y 9 en dobles.

## Estadísticas de su carrera

### Singles Finals: 13 (9–4)
| $100,000 torneos |
| $75,000 torneos  |
| $50,000 torneos  |
| $25,000 torneos  |
| $10,000 torneos  |

| Resultado | Núm. | Fecha                    | Torneo                         | Superficie | Adversario en la final   | Puntuación en la final |
| Ganadora  | 1.   | 25 de noviembre de 2001  | Mallorca, España               | Clay       | Adriana González Peñas   | 0-6 6-2 6-3            |
| Perdedora | 2.   | 17 de febrero de 2002    | Vilamoura, Portugal            | Duro       | Susanne Trik             | 7-6(5) 4-6 2-6         |
| Ganadora  | 3.   | 27 de octubre de 2002    | Sevilla, España                | Clay       | Ivana Visic              | 7-5 6-4                |
| Ganadora  | 4.   | 2 de marzo de 2003       | Magnífico Canary, España       | Clay       | Silvia Disderi           | 6-3 7-5                |
| Perdedora | 5.   | 11 de mayo de 2003       | Tortosa, España                | Clay       | Adriana González Peñas   | 2-6 6-4 3-6            |
| Ganadora  | 6.   | 13 de julio de 2003      | Guecho, España                 | Clay       | Adriana González Peñas   | W/O                    |
| Perdedora | 7.   | 31 de agosto de 2003     | Coímbra, Portugal              | Duro       | Adriana González Peñas   | 4-6 3-6                |
| Ganadora  | 8.   | 28 de septiembre de 2003 | Murcia, España                 | Clay       | Pilar Escandell-Planells | 1-6 6-2 6-2            |
| Ganadora  | 9.   | 23 de noviembre de 2003  | Barcelona, España              | Clay       | Ana Ivanovic             | 6-4 5-7 6-4            |
| Perdedora | 10.  | 21 de marzo de 2004      | Roma, Italia                   | Clay       | Lourdes Domínguez Lino   | 1-6 2-6                |
| Ganadora  | 11.  | 3 de mayo de 2004        | Tortosa, España                | Clay       | Claudia Jorda-Fernandez  | 6-4 6-4                |
| Ganadora  | 12.  | 10 de mayo de 2004       | Monzon, España                 | Duro       | Aliénor Tricerri         | 6-0 6-4                |
| Ganadora  | 13.  | 23 de mayo de 2004       | Santa Cruz de Tenerife, España | Duro       | Nuria Roig-Tost          | 7-5 6-2                |

### Doubles Finals: 14 (9–5)
| Resultado | Núm. | Fecha                    | Torneo                       | Superficie | Socio                           | Adversarios en la final                        | Puntuación en la final |
| Perdedora | 1.   | 17 de febrero de 2002    | Vilamoura, Portugal          | Duro       | Liana Ungur                     | Maki Arai Remi Tezuka                          | 2–6, 5–7               |
| Ganadora  | 2.   | 12 de mayo de 2002       | Tortosa, España              | Clay       | Maria-Jose Sánchez-Alayeto      | Adriana González Peñas                         | 7-5 6-1                |
| Ganadora  | 3.   | 14 de julio de 2002      | Guecho, España               | Clay       | Maria-Jose Sánchez-Alayeto      | Neuza Silva Irena Nossenko                     |                        |
| Ganadora  | 4.   | 15 de septiembre de 2002 | Madrid, España               | Clay       | Adriana González Peñas          | Maria-Jose Sánchez-Alayeto                     | 6-3 6-0                |
| Perdedora | 5.   | 22 de septiembre de 2002 | Barcelona, España            | Clay       | Adriana González Peñas          | Frederica Piedade Iveta Gerlova                | 4-6 4-6                |
| Ganadora  | 6.   | 2 de marzo de 2003       | Magnífico Canary, España ESP | Clay       | Maria-Jose Sánchez-Alayeto ESP  | Lourdes Domínguez Lino ESP                     | 2-6 7-5 6-3            |
| Perdedora | 7.   | 13 de julio de 2003      | Guecho, España ESP           | Clay       | Adriana González Peñas ESP      | Sabina Mediano-Alvarez                         | W/O                    |
| Ganadora  | 8.   | 10 de agosto de 2003     | Vigo, España ESP             | Duro       | Maria-Pilar Sánchez-Alayeto ESP | Raissa Gourevitch                              | W/O                    |
| Ganadora  | 9.   | 26 de octubre de 2003    | Sevilla, España ESP          | Clay       | Adriana González Peñas ESP      | Katia Sabate-Orera Nuria Sánchez-García ESP    | 5-7 6-3 6-1            |
| Ganadora  | 10.  | 23 de noviembre de 2003  | Barcelona, España ESP        | Clay       | Adriana González Peñas ESP      | Nuria Roig-Tost Julia Vakulenko ESP            | 6-3 6-3                |
| Ganadora  | 11.  | 3 de mayo de 2004        | Tortosa, España              | Clay       | Nuria Sánchez-García España     | Katia Sabate-Orera Estrella Cabeza Candela ESP | 4-6 6-4 6-4            |
| Perdedora | 12.  | 6 de septiembre de 2004  | Madrid, España ESP           | Duro       | Kildine Chevalier FRA           | Hanna Nooni Emma Laine SWE                     | 3-6 6-7                |
| Ganadora  | 13.  | 14 de febrero de 2006    | Mallorca, España ESP         | Clay       | Laura Thorpe FRA                | Estrella Cabeza Candela Nuria Roig-Tost        | 6–4, 7-5               |
| Perdedora | 14.  | 26 de marzo de 2006      | Sabadell, España ESP         | Duro       | María José Martínez Sánchez ESP | Estrella Cabeza Candela Nuria Roig-Tost ESP    | 1-6 1-6                |